# Dolmen de Bouéry
Pour les articles homonymes, voir Pierre levée.
Le dolmen de Bouéry, appelé aussi Pierre levée de Bouéry, Pierre aux Fées ou dolmen du Peu-de-la-Tâche, est un dolmen situé dans la forêt de Bouéry à Mailhac-sur-Benaize dans le département français de la Haute-Vienne.

## Historique
Le dolmen aurait été fouillé en 1845 par l'abbé Leclerc qui n'y recueillit aucun matériel. Il appartient depuis 1935 à la Société archéologique et historique du Limousin qui l'a reçu en don à fin de protection. Il est classé au titre des monuments historiques le 6 février 1940.

## Description
Le dolmen comporte cinq orthostates. La table de couverture ne repose que sur quatre dalles support : la plus grande mesure 2,90 m de long sur 1,30 m de hauteur hors sol, trois autres dalles mesurent 1,25 m de long et la plus petite, à l'ouest, ne mesure que 1 m de long. La table, de forme quasi circulaire, est bombée. Elle mesure 4,65 m dans son plus grand diamètre, soit un périmètre de 13 m , pour un mètre d'épaisseur au centre. La hauteur sous dalle de la chambre atteint 1,45 m. Les dalles sont en granite.
La table comporte près d'une quarantaine de petits trous coniques. Selon un témoignage recueilli au début du XXe siècle, la plupart de ces trous ont été réalisés par de jeunes bergers avec des clous par désœuvrement alors qu'ils gardaient les moutons, mais quelques uns semblent plus anciens et il pourrait s'agir de cupules.

## Folklore
Selon la tradition, le dolmen fut construit par quatre fées.